# Newry (Caroline du Sud)
Pour les articles homonymes, voir Newry (homonymie).
Newry est une census-designated place située dans le comté d'Oconee, dans l’État de Caroline du Sud, aux États-Unis. Lors du recensement de 2020, elle comptait 199 habitants.